# Ryomei Tanaka
Ryomei Tanaka (田中亮明, Tanaka Ryōmei) est un boxeur japonais évoluant dans la catégorie des poids mouches né le 13 octobre 1993 à Tajimi. Frère ainé de Kōsei Tanaka, lui aussi boxeur, il remporte une médaille de bronze aux jeux olympiques de 2020 à Tokyo.

## Carrière
Ryōmei commence la boxe en 2007 et devient champion du japon des poids mouches en 2015, 2016 et 2019.
Il participe aux tournois de qualification olympique en 2016 mais il y est battu en quart de finale contre l'Ouzbek Shakhobidin Zoirov ou contre le français Elie Konki en huitième.
Aux championnats d'Asie 2017 à Tachkent, il bat Asror Vohidov en huitièmes de finale puis s'incline face à Kairat Yeraliyev en quarts de finale. Il est toutefois qualifié pour le championnats du monde 2017 à Hambourg où il passera le premier tour avec une victoire face au Danois Ahmad El Ahmad avant d'être éliminé par l'Allemand Omar El-Hag.
Aux Jeux asiatiques de Jakarta en 2018, il échoue en huitièmes de finale contre Gankhuyagiin Gan-Erdene.
L'Association japonaise de boxe a nommé Tanaka pour représenter le pays dans la catégorie poids mouches aux Jeux olympiques de Tokyo sans à avoir à participer à des tournois de qualification. Son parcours dans le tournoi olympique est remarquable puisqu'il bat les trois médaillés olympiques de 2016 : d'abord le Cubain Yoel Finol (5-0) puis le Chinois Hu Jianguan aux points et le Colombien Yuberjén Martínez qui avait changé de catégorie. Son ascension s'arrête aux portes de la finale avec une défaite face au Philippin Carlo Paalam. Il doit ainsi se contenter d'une médaille de bronze.